# Vittorio Ranuzzi de 'Bianchi
Vittorio Amedeo Ranuzzi de 'Bianchi (14 de julho de 1857 - 16 de fevereiro de 1927) foi um cardeal italiano da Igreja Católica Romana . Ele serviu como mordomo papal de 1914 até sua morte, e foi elevado ao cardinalato em 1916.

## Biografia
Vittorio Ranuzzi de 'Bianchi nasceu em Bolonha para uma família de nobreza . Ele recebeu o Sacramento da Confirmação em 1865, e estudou no Seminário de Bolonha e no Colégio Teológico de Bolonha, de onde recebeu seu doutorado em teologia em julho de 1882. Em abril de 1886, obteve seu doutorado em direito civil e canônico .
Ranuzzi foi ordenado ao sacerdócio em 14 de maio de 1880, e então fez o trabalho pastoral na arquidiocese de Bolonha e lecionou em seu seminário, onde também atuou como diretor espiritual de 1894 a 1899. Posteriormente ele foi feito um cânone honorário (1885) e primicerius (1892) do capítulo catedral , conselheiro da nunciatura para a França em 13 de setembro de 1899, e um Prelado nacional de Sua Santidade em 1899.
Em 22 de junho de 1903, Ranuzzi foi nomeado bispo de Recanati-Loreto pelo papa Leão XIII . Ele recebeu sua consagração episcopal no dia 12 de julho do cardeal Pietro Respighi , com os arcebispos Giuseppe Constantini e Rafael Merry del Val servindo como co-consagradores , na capela do Oblast de Nobili em Tor de 'Specchi em Roma . Depois de ser promovido a Arcebispo Titular de Tyrus em 27 de novembro de 1911, Ranuzzi foi posteriormente nomeado Mestre da Câmara Pontifícia em 30 de novembro do mesmo ano, emordomo papal em 7 de setembro de 1914.
O Papa Bento XV criou-o Cardeal Sacerdote de Santa Prisca no consistório de 4 de dezembro de 1916. Ranuzzi foi um dos cardeais eleitores que participaram do conclave papal de 1922 , que selecionou o Papa Pio XI .
O cardeal morreu em Roma aos 69 anos. Ele está enterrado no túmulo de sua família no cemitério cartuxo de Bolonha.